# 司馬延義
司马延义（?—?），字希忠，司馬暠的儿子，南朝陈河内郡温县（今河南省温县）人，晋朝宗室后裔。
司马延义年轻时沉敏好学。梁元帝末年，江陵被西魏攻陷，随父司馬暠入关中。母亲在北周去世，司马延义为母丁忧，丧过于礼。陈宣帝太建八年（576年），司马暠回到南方陈朝，司马延义亲背母亲灵柩，履冰冒霜，昼伏夜行，手足皲瘃。司马延义至建康，以中风冷得病，数年才好转。官至鄱阳王录事参军、沅陵王友、司徒从事中郎。